# Astrophorida
Ordre
Familles de rang inférieur
- Ancorinidae Schmidt, 1870
- Calthropellidae Lendenfeld, 1907
- Geodiidae Gray, 1867
- Pachastrellidae Carter, 1875
- Theneidae Carter, 1883
- Thoosidae Cockerell, 1925
- Thrombidae Sollas, 1888
- Vulcanellidae Cárdenas, Xavier, Reveillaud, Schander & Rapp, 2011

Les Astrophorida forment un ordre d'éponges marines dites « siliceuses » dans la classe des Demospongiae. Ce taxon est obsolète depuis 2015.

## Taxonomie
L'ordre Astrophorida est décrit en 1887 par le géologue britannique William Johnson Sollas.
Avec le développement de la systématique moléculaire, il a été possible de vérifier les hypothèses sur l'homologie morphologique et les hypothèses évolutives qui en découlent. Plusieurs espèces d'Astrophorida ont été séquencées pour un fragment de l'ADNr 28S. Celles qui ont été examinées présentaient de nombreuses particularités morphologiques et certains de ces caractères ont pu être réévalués d'après les données moléculaires. Les résultats sur l'ordre des Astrophorida sont en contradiction avec la classification historique,.
Depuis Morrow & Cárdenas (2015), Astrophorida n'est plus accepté comme un ordre et est devenu un sous-ordre de Tetractinellida sous le nom de Astrophorina.

## Prédateurs
Certaines éponges de cet ordre sont consommées par les tortues imbriquées.